# طريق البلطيق
طريق البلطيق أو سلسلة البلطيق (أيضًا سلسلة الحرية؛  (بالإستونية: Balti kett)‏. (باللاتفية: Baltijas ceļš)‏ . (بالليتوانية: Baltijos kelias)‏. (بالروسية: Балтийский путь)‏ Baltiysky put) كانت مظاهرة سياسية سلمية وقعت في 23 أغسطس 1989. انضم ما يقرب من مليوني شخص متشابكين بالايدي لتشكيل سلسلة بشرية تمتد 675.5 كيلومتر (419.7 ميل) عبر دول البلطيق الثلاث - إستونيا ولاتفيا وليتوانيا، والتي كانت تعتبر في ذلك الوقت جمهوريات مؤسسة للاتحاد السوفيتي.
نشأت المظاهرة في احتجاجات «يوم الشريط الأسود» التي عقدت في المدن الغربية في الثمانينات. احتفلت بالذكرى الخمسين لميثاق مولوتوف-ريبنتروب بين الاتحاد السوفيتي وألمانيا النازية. قسمت الاتفاقية وبروتوكولاتها السرية أوروبا الشرقية إلى مناطق نفوذ وأدت إلى احتلال دول البلطيق في عام 1940. تم تنظيم هذا الحدث من قبل حركات البلطيق المؤيدة للاستقلال: Rahvarinne من إستونيا، وجبهة Tautas في لاتفيا، و Sąjūdis في ليتوانيا. تم تصميم الاحتجاج لجذب الانتباه العالمي من خلال إظهار الرغبة الشعبية في الاستقلال وإظهار التضامن بين الدول الثلاث. وقد وصفت بأنها حملة دعاية فعالة، ومشهد آسره ومذهلة بصريا. قدم الحدث فرصة لنشطاء البلطيق لنشر الحكم السوفيتي ووضع مسألة استقلال البلطيق ليس فقط كمسألة سياسية، ولكن أيضًا كمسألة أخلاقية. استجابت السلطات السوفيتية لهذا الحدث بخطاب شديد، لكنها فشلت في اتخاذ أي إجراءات بناءة من شأنها سد الفجوة المتسعة بين جمهوريات البلطيق وبقية الاتحاد السوفيتي. خلال سبعة أشهر من الاحتجاج، أصبحت ليتوانيا أول جمهوريات سوفيتية تعلن استقلالها.

## خلفية

### موقف البلطيق

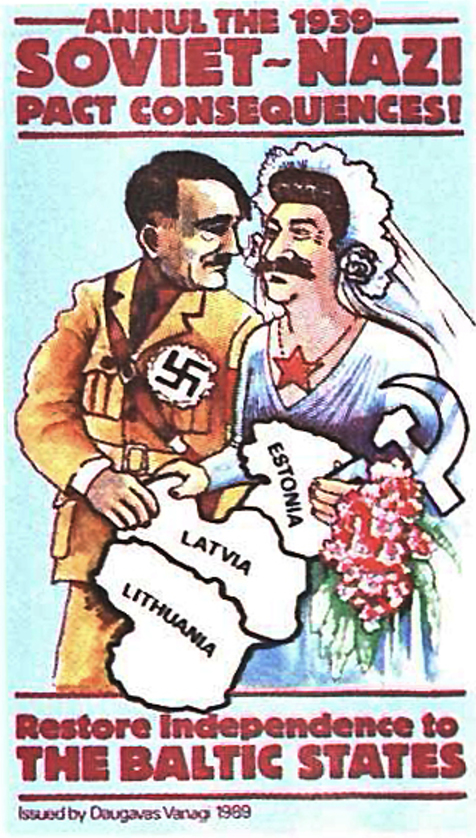
ملصق يستنكر معاهدة مولوتوف-ريبنتروب

نفى الاتحاد السوفيتي وجود البروتوكولات السرية لميثاق مولوتوف - ريبنتروب، على الرغم من أنها نشرت على نطاق واسع من قبل الباحثين الغربيين بعد ظهورها خلال محاكمات نورمبرغ. أكدت الدعاية السوفيتية أيضًا أنه لم يكن هناك أي احتلال وأن دول البلطيق الثلاث انضمت طوعًا إلى الاتحاد - أعربت برلمانات الشعب عن إرادة الشعب عندما قدمت التماسا إلى مجلس السوفيات الأعلى للاتحاد السوفيتي للقبول في الاتحاد. ادعت دول البلطيق أنها اندمجت بالقوة وبشكل غير قانوني في الاتحاد السوفيتي. الرأي العام هو أن البروتوكولات السرية أثبتت أن الاحتلال غير قانوني. كان لهذا التفسير للميثاق آثار كبيرة في السياسة العامة لدول البلطيق. إذا تمكن دبلوماسيو البلطيق من ربط الميثاق والاحتلال، فيمكنهم الادعاء بأن الحكم السوفيتي في الجمهوريات ليس له أي أساس قانوني، وبالتالي فإن جميع القوانين السوفيتية كانت لاغية وباطلة منذ عام 1940. من شأن هذا الموقف أن ينهي تلقائيًا النقاش الدائر حول إصلاح سيادة بحر البلطيق أو إقامة حكم ذاتي داخل الاتحاد السوفيتي - فالدول التي لم تكن من الناحية القانونية أبدًا تنتمي إلى الاتحاد في المقام الأول. هذا من شأنه أن يفتح إمكانية استعادة الاستمرارية القانونية للدول المستقلة التي كانت موجودة في فترة ما بين الحربين. إن مطالبة جميع القوانين السوفيتية بعدم وجود سلطة قانونية في دول البلطيق سوف تلغي أيضًا الحاجة إلى اتباع دستور الاتحاد السوفيتي وإجراءات الانفصال الرسمية الأخرى.
تحسبا للاحتفال بالذكرى الخمسين لميثاق مولوتوف-ريبنتروب، تصاعد التوتر بين دول البلطيق وموسكو. بدأت بجمع ليتوانيا روموالداس أوزولاس مجموعة من مليوني توقيع تطالب بانسحاب الجيش الأحمر من ليتوانيا. درس الحزب الشيوعي في ليتوانيا إمكانية الانفصال عن الحزب الشيوعي في الاتحاد السوفيتي. في 8 أغسطس 1989، حاول الإستونيون تعديل قوانين الانتخابات للحد من حقوق التصويت للمهاجرين الجدد (معظمهم من العمال الروس). أثار هذا الإضرابات والاحتجاجات الجماعية للعمال الروس. اكتسبت موسكو فرصة لعرض الأحداث على أنها «صراع عرقي»  - يمكنها بعد ذلك أن تضع نفسها «صانع سلام» في استعادة النظام في جمهورية مضطربة. أثارت التوترات المتصاعدة تحسبا للاحتجاجات الأمل في أن ترد موسكو بإعلان إصلاحات بناءة لتلبية مطالب شعب البلطيق. في الوقت نفسه نمت المخاوف من القمع العنيف. قدم إريك هونيكر من ألمانيا الشرقية ونيكولاي تشاوشيسكو من رومانيا المساعدة العسكرية للاتحاد السوفيتي في حال قرر استخدام القوة وفض المظاهرة.

## معرض صور

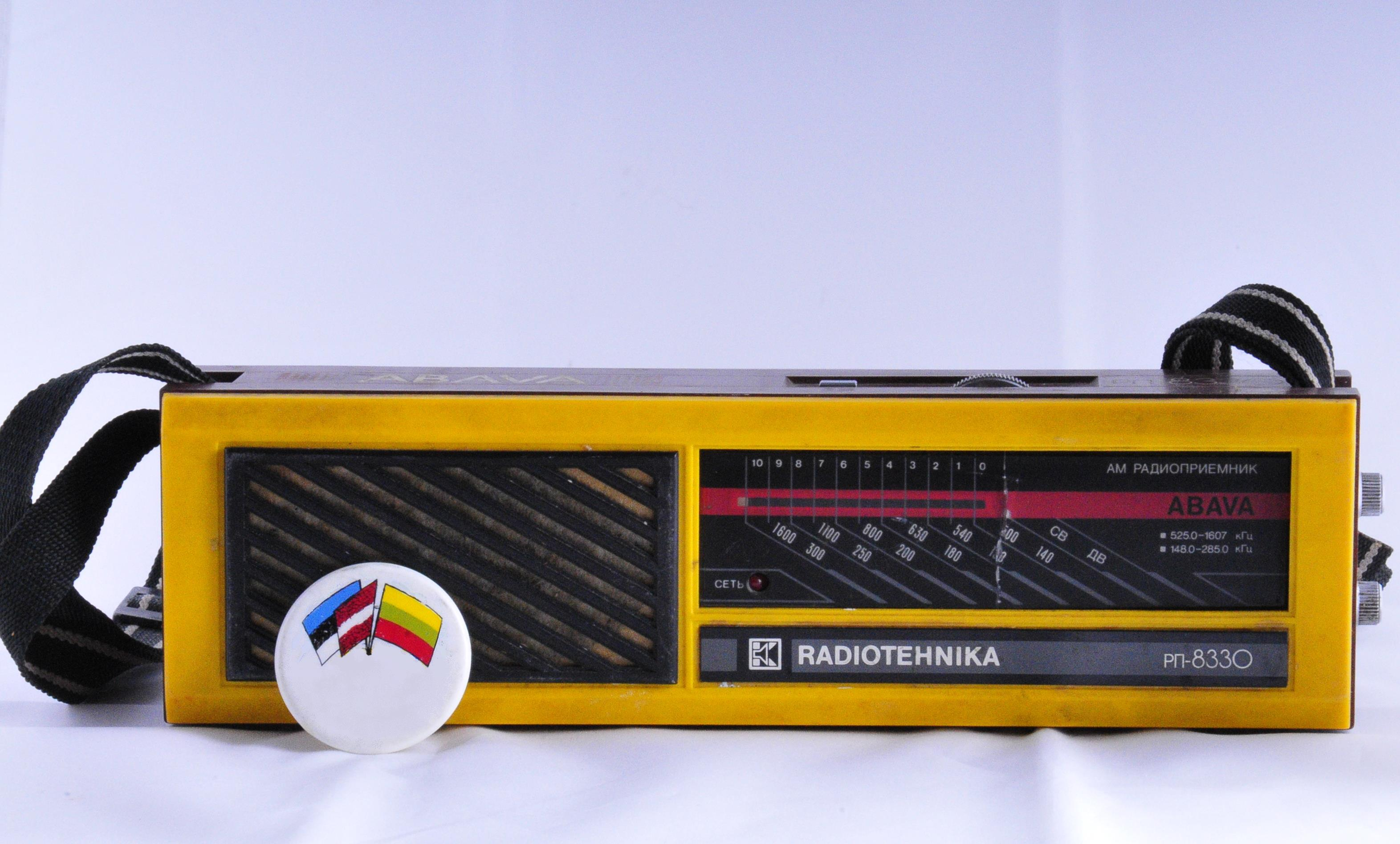
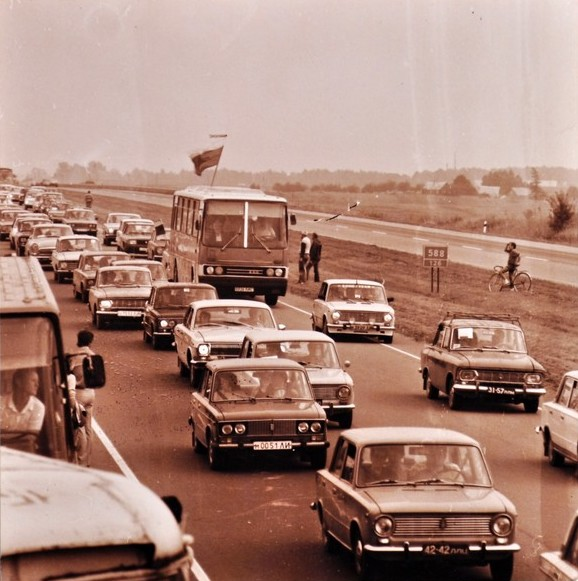
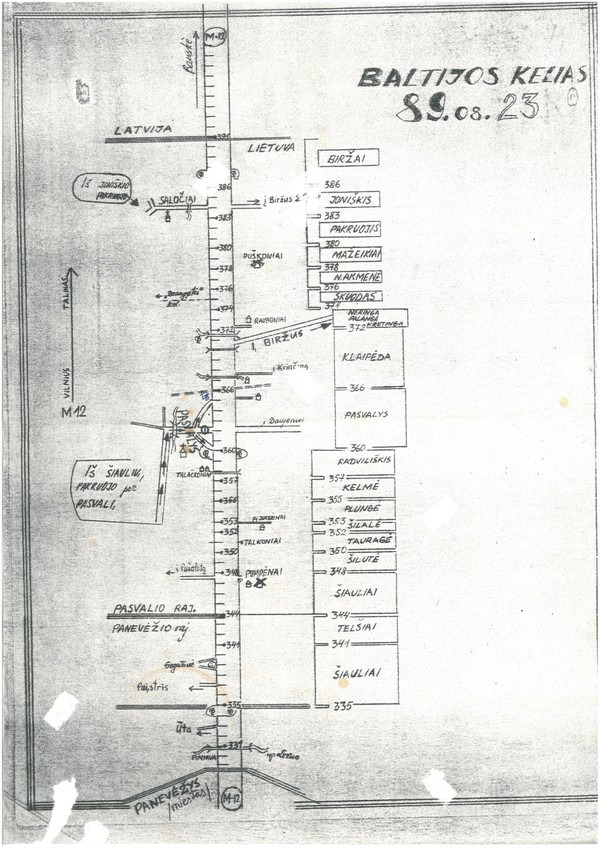